# Evan Mecham
Evan Mecham, född 12 maj 1924 i Duchesne, Utah, död 21 februari 2008 i Phoenix, Arizona, var en amerikansk affärsman och  politiker (republikan). Han var den 17:e guvernören i delstaten Arizona 1987-1988. Han avsattes av delstatens senat.
Mecham deltog i andra världskriget och hans jaktplan P-38 Lightning blev nedskjutet några veckor före krigets slut. Han tillbringade 22 dagar i krigsfångenskap. Han gifte sig med Florence Lambert i maj 1945. Paret fick sju barn: Suzanne, Dennis, Christine, Eric, Teresa, Kyle och Lance.
Han inledde 1947 sina studier i företagsledning och nationalekonomi vid Arizona State College (numera Arizona State University). Han avbröt studierna 1950 för att starta sin bilaffär Mecham Pontiac and Rambler i Ajo. Han flyttade fyra år senare sin affärsverksamhet till Glendale. Affärerna gick mycket bra och han kunde utvidga verksamheten avsevärt. Som slagord i företagets tv-reklam använde han "If you can't deal with Mecham, you just can't deal".
Mecham blev 1960 invald i delstatens senat. Efter två år där bestämde han sig att kandidera till USA:s senat. Han förlorade mot sittande senatorn Carl Hayden.
Han kandiderade till guvernör 1964, 1974, 1978 och 1982. Tre gånger förlorade han redan i republikanernas primärval, medan han förlorade 1978 års guvernörsval som partiets kandidat mot demokraten Bruce Babbitt. Mecham lyckades till sist i femte försöket i 1986 års guvernörsval. Han fick 40% av rösterna mot 34% för demokraten Carolyn Warner. En oberoende kandidat, Bill Schulz, fick 26%.
Mechams tid som guvernör avslutades i en finansieringsskandal. Senator John McCain uppmanade honom att avgå men han vägrade. En grand jury beslöt att bevisföringen räckte för en rättegång. Delstatens senat fällde honom sedan 29 februari 1988 i en rättegång där det beslöts om att avsätta honom. En ny rättegång följde för att se om Mecham skulle få straffpåföljder. Hans åtal innefattade sex åtalspunkter och maximistraffet var 22 år i fängelse. Han friades på alla punkter 10 juni 1988.
Vallagen i Arizona ändrades på grund av Mechams skandal så att den nya guvernören skulle väljas efter en andra omgång, om ingen av kandidaterna får enkel majoritet i första omgången. Det nya valsättet tillämpades en gång innan Arizona återgick till det gamla systemet.
Mecham utmanade McCain i 1994 års kongressval som obunden kandidat och fick ungefär 10% av rösterna. Mecham var medlem av Jesu Kristi Kyrka av Sista Dagars Heliga.